# 矢野未希子
矢野 未希子（やの みきこ、1986年12月4日 - ）は、日本の女性ファッションモデル。愛称は、みっこ。
大阪府堺市出身。レプロエンタテインメント所属。

## 略歴
堺女子高等学校卒業。同校に入学時からファッションモデルを始める。ハイティーン（女子高生）向け・ギャル系ファッション雑誌『teen girl』誌上でモデルとして活動した。
2007年から『non-no』のモデルとして活動。2012年1月号で同誌を卒業した。その後は『MORE』のモデルとして活動した。
2016年4月号から『Oggi』の専属モデルとして活動。同年10月号から表紙モデルに起用された。2019年6月号で同誌を卒業した。
2020年1月号から『VERY』の表紙モデルに起用された。2021年12月号で同誌を卒業した。

## 人物
2012年11月4日、芸能事務所TWIN PLANET代表取締役の矢嶋健二と結婚。交際半年で結婚に至った。2013年9月15日に結婚式を挙げた。

## 出演

### バラエティ
- キセカエ（2010年8月、テレビ朝日）
- MOTEL 〜欲しがる男女のモテ学〜（2011年4月21日 - 6月30日、関西テレビ） - レギュラー

### テレビドラマ
- マネキン・ガールズ（2011年11月7日・8日、BS-TBS） - ミキコ 役

### CM
- 大塚ベバレジ「JAVATEA ストレートグリーン」（2009年4月）
- KOSÉ「Fasio」（2010年）
- 宝島社「steady.」（2010年8月）
- NEXCO東日本（2010年8月）
- CIBAVision「フレッシュルックデイリーズ イルミネート」（2012年7月）
- CIBAVision「イルミネート 気づいてほしいの」（2013年7月）
- トリンプ「夢見るブラ」（2013年12月）
- ショップリスト（2018年）

### 雑誌
- teen girl（宝島社）
- リトル・マーブル（KKベストセラーズ）
- ニコラ（新潮社） - 専属モデル
- non-no（2007年 - 2012年1月号、集英社） - 専属モデル
- MORE（2012年 - 2016年、集英社） - 専属モデル
- 週刊プレイボーイ（2012年7月9日号、集英社）[10]
- steady.（宝島社）
- ar（主婦と生活社）
- with（講談社）
- GINGER（幻冬舎）
- sweet（宝島社）
- mina（主婦の友社）
- Oggi（2016年4月号 - 2019年6月号、小学館） - 専属モデル、表紙モデル
- VERY（2020年1月号 - 2021年12月号、光文社） - 表紙モデル[6]

### 広告
- 八王子東急スクエア - 年間イメージモデル
- CIBAVision「デイリーズアクア コンフォートプラス」「フレッシュルックデイリーズ イルミネート」 - イメージモデル
- アシックス スノーボードウェア「ARG」（2010年 - 2011年） - イメージモデル
- サンエー・インターナショナル「N.Natural Beauty Basic」（2010年） - 春夏イメージモデル
- Honey mi Honey（2010年） - 春夏イメージモデル
- enracine（2010年） - 夏イメージモデル
- ALBA ROSA（2010年） - 秋イメージモデル
- Miel Crishunant（2010年） - 秋冬イメージモデル
- 講談社「with」 - 駅貼りボード
- CECIL McBEE（2010年） - 秋冬イメージモデル
- dazzlin（2010年） - 秋冬イメージモデル
- フォルクスワーゲン・up!（2017年） - 新型up!発表モデル

### ミュージックビデオ
- かりゆし58「ナナ」（2008年）
- TEE「ベイビー・アイラブユー」（2010年）
- TEE「5年後のアイラブユー」（2015年）[11]

## 書籍

### 写真集
- 矢野未希子ファースト写真集（2008年11月26日、ground、撮影：TakeoDec.）ISBN 978-4-930-77415-6
- mikko23（2010年12月17日、ワニブックス、撮影：柴田文子）ISBN 978-4-847-04335-2
- LOVE Special Secrets of Mikiko Yano（2012年6月14日、宝島社）ISBN 978-4-796-67182-8
- WEDDING STORY（2013年12月4日[12]、集英社）ISBN 978-4-087-80707-3
- THINGS I LIKE THINGS I LOVE（2015年4月22日、宝島社）ISBN 978-4-800-24010-1